# 676 г. пр.н.е.

## Събития

### В Европа
- В Гърция се провеждат 26-тe Олимпийски игри:
  - Победител в дисциплината бягане на разстояние един стадий става Калистен от Лакония;[1]
  - Победител в пентатлона става Филомброт от Лакония като това е първата от три негови победи в тази дисциплина.[1]

### В Западна Азия

#### В Асирия
- Цар на Асирия е Асархадон (681/0 – 669 г. пр.н.е.).[2]
- Вероятно през тази година за първи път скитите нахлуват в асирийска територия, но са отблъснати от Асархадон, а техният владетел Ишпака е убит.[3]
- Асирийският цар успява да залови избягалия през миналата 677 г. пр.н.е. бивш владетел на Сидон Абди Милкути, който е екзекутиран, а семейството и народа му са отведени в Асирия. На мястото на разрушения Сидон е издигнат нов град с името Кар-Асархадон (Пристанището на Асархадон) заселен с хора доведени от източните части на асирийското царство.[4]
- Асирийците провеждат успешна военна кампания срещу Сандуари (Sanduarri), който като владетел на киликийските градове Кунду (Kundu) и Сису (Sissu) е съюзник на Абди Милкути. Той е пленен и екзекутиран.[5]

#### В Елам
- Цар на Елам е Хума-Халдаш II (681 – 675 г. пр.н.е.).[6]
- Еламитите изпращат посланици в Асирия, които да преговарят за сключване на мирен договор, но вероятно с цел да въведат асирийците в заблуда.[7]

### В Северна Африка

#### В Египет
- Фараон на Египет е Тахарка (690 – 664 г. пр.н.е.).[8]

## Починали
- Абди Милкути, владетел на Сидон (управлявал ок. 680 – 677 г. пр.н.е.)